# Frank Ganzera
Frank Ganzera, född den 8 september 1947 i Dresden, Tyskland, är en östtysk fotbollsspelare som tog OS-brons i fotbollsturneringen vid de olympiska sommarspelen 1972 i München.